# Infonavit Orquideas
Infonavit Orquideas är en ort i Mexiko.   Den ligger i kommunen Veracruz och delstaten Veracruz, i den sydöstra delen av landet, 300 km öster om huvudstaden Mexico City. Infonavit Orquideas ligger 35 meter över havet och antalet invånare är 622.
Terrängen runt Infonavit Orquideas är platt. Runt Infonavit Orquideas är det mycket tätbefolkat, med 1 221 invånare per kvadratkilometer. Närmaste större samhälle är Veracruz, 8,2 km öster om Infonavit Orquideas. Runt Infonavit Orquideas är det i huvudsak tätbebyggt.